# Kevin Vann
Kevin William Vann (sinh 1951) là một giám mục người Hoa Kỳ của Giáo hội Công giáo Rôma. Ông hiện đảm nhận vai trò Giám mục chính tòa Giáo phận Orange, Hoa Kỳ. Trước đó, ông từng đảm trách vai trò Giám mục phó Giáo phận Fort Worth (2005 - de jure) và giám mục chính tòa Giáo phận Fort Worth (2005 - 2012).

## Thân thế và tu tập
Giám mục Vann sinh ngày 10 tháng 5 năm 1951 tại Springfield, bang Illinois, Hoa Kỳ. Ông là con cả trong gia đình 6 người con của ông William M. Vann Jr. và bà Theresa Jones Vann. Thuở niên thiếu, cậu bé Vann theo học và tốt nghiệp trường Springfield Springfield St. Agnes và trường trung học Griffin.
Sau khi kết thúc việc học cấp trung học, Vann theo học trường Cao đẳng Springfield và tốt nghiệp với văn bằng Cử nhân Khoa học về Công nghệ Y tế từ Đại học Millikin. Sau ba năm làm việc trong ngành y, Kevin Vann nhập học tại chủng viện năm 1976 và học tại Chủng viện Vô nhiễm Nguyên tội, Springfield trong vòng một năm, trước khi tiếp tục theo học tại Chủng viện Kenrick ở St. Louis, Missouri phân ban Thần học trong thời gian bốn năm sau đó.

## Thời kỳ linh mục
Phó tế Vann được truyền chức linh mục vào ngày 30 tháng 5 năm 1981 bởi Giám mục Giáo phận Springfield Joseph Alphonse McNicholas. Sau khi được truyền chức, tân linh mục được cử đi du học về Giáo luật tại Angelicum ở Rome. Sau khoảng thời gian du học, linh mục Vann trở về Giáo phận Springfield, bang Illinois và thực hiện các công tác mục vụ tại Tòa án Giáo phận và Tòa án Sơ thẩm Chicago.
Trong khoảng thời gian tại Giáo phận Springfield, ông từng đảm nhận quản trị các giáo xứ cho quy mô từ 35 đến 1.300 gia đình, hai trong số các giáo xứ ông từng quản nhiệm có kiêm nhiệm quản lý thêm các trường học lớn. Linh mục Vann cũng tham gia giảng dạy bộ môn Giáo luật tại Chủng viện Kenrick. Trước khi được bổ nhiệm làm giám mục, ông là linh mục chánh xứ Giáo xứ Blessed Sacrament (Bí tích Thánh Thể) tại Springfield, Đại diện Linh mục đoàn Giáo phận Springfield.

## Thời kỳ giám mục
Ngày 17 tháng 5 năm 2005, Tòa Thánh loan tin Giáo hoàng bổ nhiệm linh mục Kevin Vann làm Giám mục phó Giáo phận Fort Worth. Một ngày trước lễ tấn phong tân giám mục Vann, giám mục chính tòa Fort Worth Joseph Patrick Delaney đột ngột từ trần, với vai trò Giám mục phó, Giám mục Vann lập tức kế nhiệm chức Giám mục chính tòa. Biến cố này khiến buổi lễ truyền chức tân giám mục Vann trở thành lễ nhậm chức của vị giám mục chính tòa thứ ba của Fort Worth.
Lễ tấn phong tân giám mục Vann được cử hành vào ngày 13 tháng 7 năm 2005, với phần nghi thức truyền chức được cử hành bởi Tổng giám mục José Horacio Gómez Velasco, Tổng giám mục Trưởng Giáo tỉnh San Antonio, Texas và hai vị phụ phong, gồm Tổng giám mục Trưởng Giáo tỉnh Saint Louis Raymond Leo Burke và Giám mục George Joseph Lucas, Giám mục chính tòa Giáo phận Springfield, Illinois. Việc nhậm chức giám mục chính tòa chỉ một ngày sau khi vị tiền nhiệm đột ngột từ trần khiến không khí buổi lễ truyền chức buồn vui lẫn lộn. Giám mục Vann cho biết ông chưa có kế hoạch sẵn sàng trong vai trò mới là giám mục chính tòa.
Ngày 21 tháng 9 năm 2012, Tòa Thánh thông báo quyết định thuyên chuyển Giám mục Kevin Vann làm Giám mục chính tòa Giáo phận Orange, California kế nhiệm Giám mục Tod D. Brown về hưu. Ông chính thức nhận chức vào ngày 10 tháng 12 cùng năm.
Ngoài tiếng Anh, ông có thể nói tiếng Việt và tiếng Tây Ban Nha.